# Воскресенсько-Слобідське кладовище
Воскресенсько-Слобідське кладовище — колишнє кладовище, що було розташоване у селі Воскресенська-Слобідка.
На початку будівництва житлового масиву Воскресенка будівельні роботи майже не зачіпали приватний сектор. Роботи здійснювались на вільній території, село знищили при подальшій розбудові масиву Райдужний (від села залишилась єдина вулиця, нинішня назва — Марка Черемшини). Натомість, православне кладовище було закрито ще в 1967 році, коли будувалася північно-західна частина мікрорайону № 3 житлового масиву Воскресенський. Так, у дворі 9-ти поверхової хрущівки на Воскресенському проспекту, 25 утворилася велика гірка. Це і є рештки цвинтаря колишньої Воскресенської слобідки. Вочевидь, планувалося згодом зрити цю «гору» й вивезти людські рештки, але діло далі не просунулось. Діти новоселів, копаючись у піску, знаходили в ньому кістки й черепи. А з «гірки», попри її цвинтарне минуле, катаються взимку на санчатах дітлахи і дорослі. За іншими джерелами саме цю гірку вважали Лисою горою Лівобережжя.